# Мокумэ-ганэ

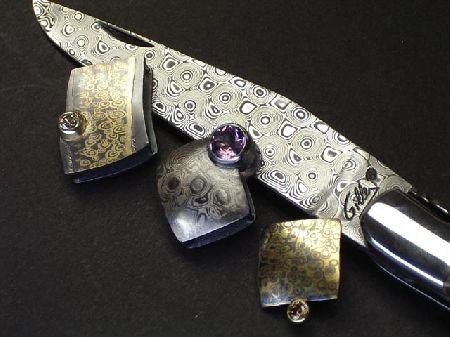
Нож, изготовленный по технологии мокумэ-ганэ

Мокумэ-ганэ (яп. 木目金/杢目金, текстурированный металл), также встречаются названия варианты названия: касумиути (яп. 霞打ち, дымная ковка), итамэганэ (яп. 板目金 металл, текстурированный под дерево) — композиционный материал, составленный из разнородных и разноокрашенных металлов, образующих декоративный узор, часто похожий на фактуру древесины. Исторически техника мокумэ-ганэ использовалась в средневековой Японии для украшения оружия (прежде всего рукояток катан). В настоящее время известны разнообразные комбинации металлов, пригодных для данной техники. Большую популярность мокумэ-ганэ приобрела в ювелирном деле.

## Технология
Суть метода мокумэ-ганэ заключается в том что несколько листов различных ювелирных металлов (может быть несколько десятков), включая жёлтое и белое золото, палладий, платину, серебро, медь, латунь, нейзильбер, имеющих разную толщину, складывают слоями в определённой очерёдности, нагревают при определённой высокой, но не приводящей к их плавлению температуре, так, что металлы спекаются между собой, образуя неразрывное соединение.